# Boks na Igrzyskach Afrykańskich 2019
Boks na Igrzyskach Afrykańskich 2019 odbywał się w dniach 20–29 sierpnia 2019 roku w Salle Couverte Omnisports Al Amal położonym w Rabacie.

## Podsumowanie

### Klasyfikacja medalowa
| Klasyfikacja medalowa | Klasyfikacja medalowa         | Klasyfikacja medalowa | Klasyfikacja medalowa | Klasyfikacja medalowa | Klasyfikacja medalowa |
| Miejsce               | Państwo                       | Złoto                 | Srebro                | Brąz                  | Razem                 |
| --------------------- | ----------------------------- | --------------------- | --------------------- | --------------------- | --------------------- |
| 1                     | Maroko                        | 4                     | 2                     | 1                     | 7                     |
| 2                     | Botswana                      | 2                     | 1                     | 0                     | 3                     |
| 3                     | Algieria                      | 2                     | 0                     | 3                     | 5                     |
| 4                     | Egipt                         | 2                     | 0                     | 2                     | 4                     |
| 5                     | Nigeria                       | 1                     | 1                     | 5                     | 7                     |
| 6                     | Mauretania                    | 1                     | 1                     | 0                     | 2                     |
| 7                     | Tunezja                       | 1                     | 0                     | 0                     | 1                     |
| 8                     | Demokratyczna Republika Konga | 0                     | 2                     | 3                     | 5                     |
| 9                     | Uganda                        | 0                     | 2                     | 1                     | 3                     |
| 10                    | Mozambik                      | 0                     | 2                     | 0                     | 2                     |
| 11                    | Kenia                         | 0                     | 1                     | 4                     | 5                     |
| 12                    | Mali                          | 0                     | 1                     | 0                     | 1                     |
| 13                    | Republika Środkowoafrykańska  | 0                     | 0                     | 1                     | 1                     |
| =                     | Kamerun                       | 0                     | 0                     | 1                     | 1                     |
| =                     | Republika Zielonego Przylądka | 0                     | 0                     | 1                     | 1                     |
| =                     | Etiopia                       | 0                     | 0                     | 1                     | 1                     |
| =                     | Ghana                         | 0                     | 0                     | 1                     | 1                     |
| =                     | Namibia                       | 0                     | 0                     | 1                     | 1                     |
| =                     | Zambia                        | 0                     | 0                     | 1                     | 1                     |
| Razem                 | Razem                         | 13                    | 13                    | 26                    | 52                    |

### Medaliści
| Konkurencja   | 1. miejsce             | 2. miejsce           | 3. miejsce                                       |           |
| Mężczyźni     | Mężczyźni              | Mężczyźni            | Mężczyźni                                        | Mężczyźni |
| ------------- | ---------------------- | -------------------- | ------------------------------------------------ | --------- |
| do 52 kg      | Mohamed Otukile        | Hassan Shaffi Bakari | Mohamed Flissi Dawit Wibshet                     |           |
| do 57 kg      | Mohamed Hamout         | Isaac Masembe        | Everisto Mulenga Oussama Mordjane                |           |
| do 63 kg      | Abdelhaq Nadir         | Richarno Colin       | Jonas Junias Jonas Gildas Bangana                |           |
| do 69 kg      | Merven Clair           | Abdulafeez Osoba     | Idriss Kapenga Boniface Maina                    |           |
| do 75 kg      | Tarik Allali           | David Semmuju        | George Ouma Ahmed Abdelmoneim                    |           |
| do 81 kg      | Abdelrahman Abdelgawad | Peter Mpita Kabeji   | Mohamed Houmri Shakul Samed                      |           |
| do 91 kg      | Abdelhafid Benchabla   | Youness Baalla       | Youssef Moussa Elly Ochola                       |           |
| powyżej 91 kg | Yousry Hafez           | Jeamie Tshikeva      | Solomon Adebayo Fredrick Ramogi                  |           |
| Kobiety       |                        |                      |                                                  |           |
| do 51 kg      | Roumaysa Boualam       | Yasmine Mouttaki     | Ayisat Morenikeji Oriyomi Modestine Munga Zalia  |           |
| do 57 kg      | Keamogetse Kenosi      | Marine Camara        | Elizabeth Temitayo Oshoba Dorine Stéphane Mambou |           |
| do 60 kg      | Khouloud Hlimi Moulahi | Aratwa Kasemang      | Fadilat Tijani Thérèse Naomie Yumba              |           |
| do 69 kg      | Bolanle Shogbamu       | Alcinda Panguane     | Ivanusa Moreira Oumayma Bel Ahbib                |           |
| do 75 kg      | Khadija El-Mardi       | Rady Gramane         | Hellen Bakale Toyin Adejumola                    |           |